# ルノー・RE40
ルノー・RE40 (Renault RE40) は、ルノー・スポールが1983年のF1世界選手権に投入したフォーミュラ1カー。ベルナール・デュドの監督下ミッシェル・テツが率いるデザインチームが設計し、ジャン＝クロード・ミジョーが空力を担当した。

## 設計
1982年12月にグラウンド・エフェクト・カーが禁止され、新たな車両は「フラットボトム規定」に従って製作されることとなった。これによって失われたダウンフォースを補うため、ウィングが大型化された。ルネ・アルヌーがチームを去り、代わりにエディ・チーバーが加入したが、一方でアラン・プロストが誰もが認めるナンバー1ドライバーとなった。RE40は前年RE30Bでチャンピオンを取り損ねたプロストのドライビングスタイルに合わせて設計され、彼は前2シーズンの低かったマシンの信頼性を向上させるため多くのテスト走行を行った。
RE40は全てがカーボンファイバーで作られた初のルノーのシャシーであった。シャシーの製造は航空機開発の専門で炭素繊維の知識を豊富に持つユレル＝デュボワ社に委託された。シャシーの中で唯一カーボンファイバーで作られなかったのは、「クラッシュボックス」として知られる小さなアルミニウム製のノーズセクションであった。これは小さなアクシデントで破損した際に容易に修理できるようにするためである。この時点でのフォーミュラワンではカーボンファイバー素材が使用されるようになったのは近年のことであり、前年に発生したディディエ・ピローニのキャリアを終わらせることとなったアクシデントなどもあり、シャシーは強度を確保する方向で作成された。フラットボトム規定の発効により、ゴードン・マレーが作ったブラバムのほか、ティレルやリジェのように不要となったサイドポンツーンを取り去り極端にスリムな新車を創るチームも多かったが、それとは対照的にRE40には大型のサイドポンツーンが存在したままだった。これはV6ツインターボの宿命で大量のターボ周辺機器を収めるスペースが必要だったせいでもあった。ミシェル・テツはフラットボトム規定下でもグランドエフェクトをあきらめきっておらず、エンジンの排気をフラットボトム後端に放出して、そこから何とかベンチュリー効果を引き出そうと工夫した。
搭載するエンジンはルノー・ゴルディーニ EF1 1.5リッターV6ターボエンジンであり、このユニットは1977年のルノー・RS01に初めて導入された。これはF1における最初のターボエンジンであった。EF1は毎年改良され、シングルターボからツインターボに進化し、RE40では880 bhp (656 kW)を発揮していた。しかしながら、1983年のRE40にとってはターボチャージャー自体がアキレス腱となり、ターボトラブルが幾度もプロストとチーバーのレースを終わらせた。アラン・プロストは後に「その年は良いターボと悪いターボがあった。僕たちが持っていたのは悪いやつだった。」と述懐している。

## レース戦績

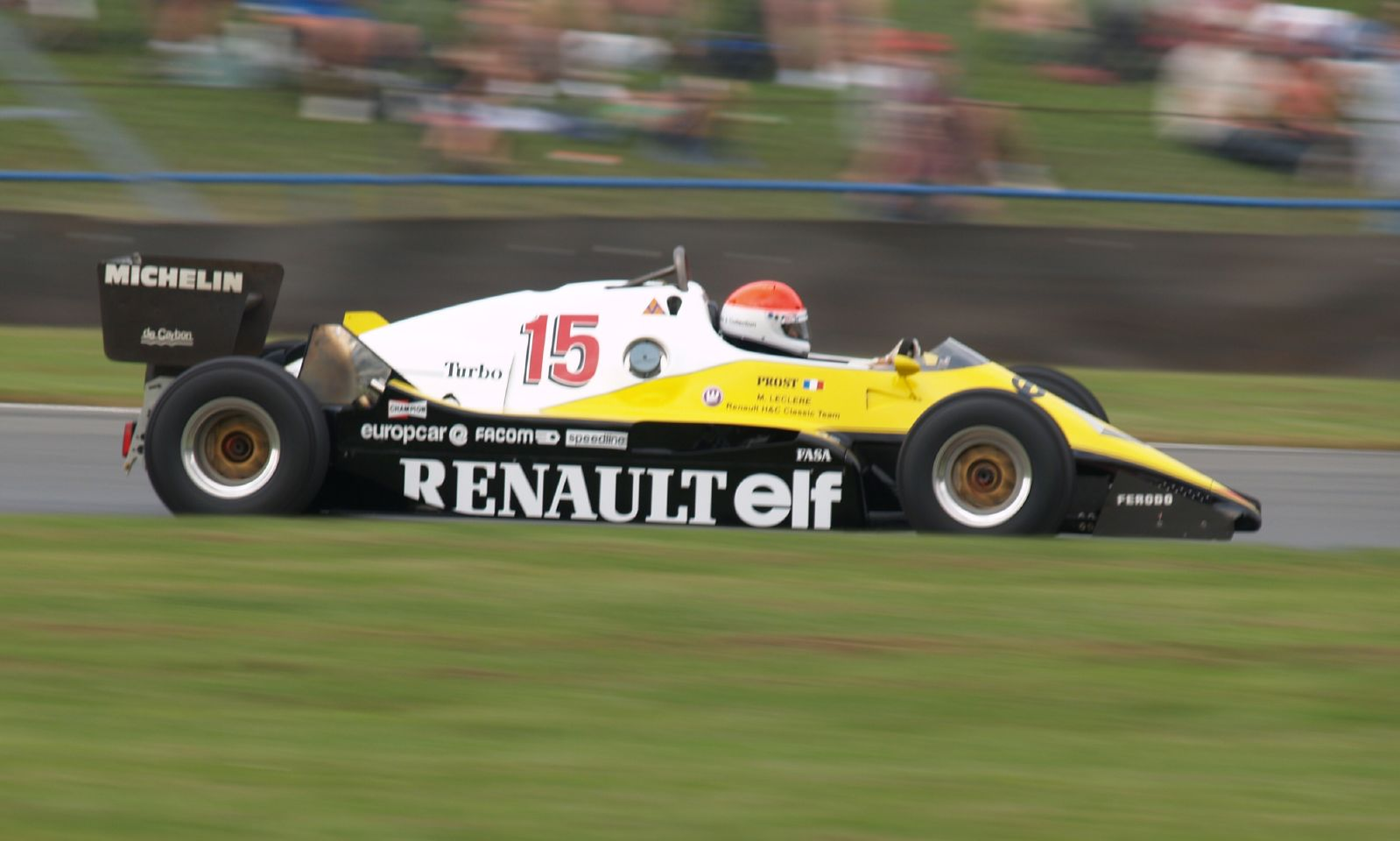
アラン・プロストのRE40、ドニントン・パークでのミッシェル・ルクレールによるデモ走行、2007年。

プロストはコンスタントにポイントを獲得し、シーズンで4勝を挙げた。彼はフェラーリのアルヌーやパトリック・タンベイ、ブラバム・BT52をドライブする1981年のチャンピオン、ネルソン・ピケを押さえてシーズンの大半でチャンピオンシップをリードしたが、最終戦の南アフリカでターボトラブルによりリタイアし、3位に入ったピケが2ポイント差でタイトルを獲得した。
RE40はスパ、シルバーストーン、エステルライヒリンク、モンツァといった高速サーキットには最適だったが（この4戦の内プロストが勝利できなかったのはモンツァだけだった。）、プロストはチームと車をベストな物に作り上げ、83年シーズンでプロスト以上に勝利を挙げたドライバーはいなかった。チーバーはプロストのセカンドドライバーという立場を受け入れ、前年のアルヌーとは違って良きチームメイトであることを証明した。プロストとチーバーは良い関係で、チームの雰囲気も総じて良好であった。チーバーは何回か表彰台に上り、勝利を得るチャンスもあったが、信頼性のためペースを緩めることも幾度かあった。
プロストはチャンピオンシップの獲得に向けて一貫性のある挑戦をルノーができないことにうんざりし、RE40の開発が足りないとチームを公に批判してシーズン終了後に解雇された。彼はその年の終わりにマクラーレンに加入した。RE40は4勝を挙げ、ポールポジションも3回獲得した。しかしながら、プロストはRE40のドライブを楽しみ、後に「愛しい車...僕たちは10回以上のチャンピオンシップを獲得できただろう。」と語っている。チーバーもフラストレーションのたまるシーズンの後にチームを去り、アルファロメオに加入した。
プロストのオーストリアでの勝利は第1期ルノーの最後の勝利となり、1984年と1985年は1勝もできず、コンストラクターとしてF1から撤退することとなる。
1984年にチームはRE40に代えてRE50を投入した。

## 売却
RE40のモノコックは、RE60や多くのスペアパーツとともに、1986年からF1参戦を開始したフランスの小チームAGSの代表者アンリ・ジュリアンに売却された。RE40のカーボンモノコックは1986年用のAGS・JH21C、1987年のJH22へと流用された。

## F1における全成績
(key) （太字はポールポジション）
| 年     | チーム                  | エンジン                       | タイヤ | No. | ドライバー       | 1   | 2   | 3   | 4   | 5   | 6   | 7   | 8   | 9   | 10  | 11  | 12  | 13  | 14  | 15  | ポイント | 順位 |
| ------ | ----------------------- | ------------------------------ | ------ | --- | ---------------- | --- | --- | --- | --- | --- | --- | --- | --- | --- | --- | --- | --- | --- | --- | --- | -------- | ---- |
| 1983年 | エキップ・ルノー エルフ | ルノー・ゴルディーニ EF1 V6 tc | M      |     |                  | BRA | USW | FRA | SMR | MON | BEL | DET | CAN | GBR | GER | AUT | NED | ITA | EUR | RSA | 79       | 2位  |
| 1983年 | エキップ・ルノー エルフ | ルノー・ゴルディーニ EF1 V6 tc | M      | 15  | アラン・プロスト |     | 11  | 1   | 2   | 3   | 1   | 8   | 5   | 1   | 4   | 1   | Ret | Ret | 2   | Ret | 79       | 2位  |
| 1983年 | エキップ・ルノー エルフ | ルノー・ゴルディーニ EF1 V6 tc | M      | 16  | エディ・チーバー |     |     | 3   | Ret | Ret | 3   | Ret | 2   | Ret | Ret | 4   | Ret | 3   | 10  | 6   | 79       | 2位  |

## 参照